# Il criceto spaziale
Il criceto spaziale (Bounty Hamster) è una serie televisiva animata britannica-neozelandese del 2003, creata da David Freedman e Alan Gilbey.
La serie è stata trasmessa per la prima volta nel Regno Unito su ITV1 dal 9 gennaio al 22 maggio 2003, per un totale di 20 episodi. In Italia la serie è stata trasmessa su Cartoon Network dal 3 febbraio 2003.

## Trama
Il cartone animato narra la storia delle innumerevoli peripezie che affrontano ogni giorno Marion e la sua compagna umana Cassie. Marion è un criceto spaziale e nessuno osa dirgli che sia grazioso. Inoltre non sopporta chi enfatizza che il suo nome è da femmina. Cassie è la sua affidabile compagna di viaggio: è una ragazza piuttosto buffa, magra e bionda ed è costantemente alla ricerca di suo padre, smarrito da qualche parte nello spazio. Marion e Cassie, nello scopo di trovare il padre di lei, vivranno insieme un miliardo di avventure.

## Episodi
| Stagione       | Episodi | Prima TV USA | Prima TV Italia |
| -------------- | ------- | ------------ | --------------- |
| Prima stagione | 26      | 2003         | 2003            |

## Personaggi e doppiatori
- Marion, il criceto, voce originale di Alan Marriott, italiana di Fabrizio Vidale. Protagonista della serie, è un piccolo criceto alieno di colore blu e con una benda sull'occhio.
- Cassiopeia "Cassie" Harrison, voce originale di Juliet Cowan, italiana di Stella Musy. Una ragazza umana miglior amica di Marion e coprotagonista della serie.